# Anders Sparrman
Anders Erikson Sparrman (27. února 1748 – 9. srpna 1820 Stockholm) byl švédský přírodovědec a abolicionista.

## Život
Sparrman byl synem duchovního. Ve věku devíti let byl zapsán na univerzitu v Uppsale, ve čtrnácti zahájil lékařská studia a stal se jedním z vynikajících žáků Linného. Roku 1765 odplul do Číny jako lodní lékař. Během pohybu v Číně popisoval zvířata a rostliny, se kterými se setkal. Během cesty se setkal s Carlem Gustafem Ekebergem. Cesta trvala dva roky.
V lednu 1772 odplul na mys Dobré naděje, kde vykonával funkci školitele. Když James Cook u mysu Dobré naděje přistál téhož roku během své druhé plavby, Sparrman se stal asistentem Johanna Forstera, který se s Cookem plavil jako hlavní přírodovědec. Při ukončení Cookovi plavby Sparrman opět vystoupil na mysu Dobré naděje a praktikoval zde lékařství.
Roku 1776 se vrátil do Švédska, kde byl během jeho nepřítomnosti vyznamenán čestným doktorátem. Roku 1777 byl zvolen členem Královské švédské akademie věd.
Roku 1780 byl jmenován kurátorem přírodopisné sbírky Akademie věd, roku 1781 byl jmenován profesorem přírodozpytu a farmakologie a roku 1790 poradcem Collegia Medicinum. Roku 1787 se vydal na expedici do západní Afriky, která však nebyla úspěšná.

## Dílo
Sparrman publikoval několik děl, z nichž nejznámější jsou jeho cestopisy po jižní Africe a o plavbě s Cookem, vydané roku 1789 v Anglii pod názvem A voyage to the Cape of Good Hope, towards the Antarctic polar circle, and round the world: But chiefly into the country of the Hottentots and Caffres, from the year 1772 to 1776. Vydal také Catalogue of the Museum Carlsonianum (1786-89), ve kterém popsal mnoho přírodopisných druhů, které nasbíral v jižní Africe a v Tichomoří, z nichž některé byly nové vědecké objevy. Roku 1806 publikoval dílo Svensk Ornithologie (Švédská ornitologie).
Asteroid 16646 Sparrman nese jeho jméno.